# 拉妲

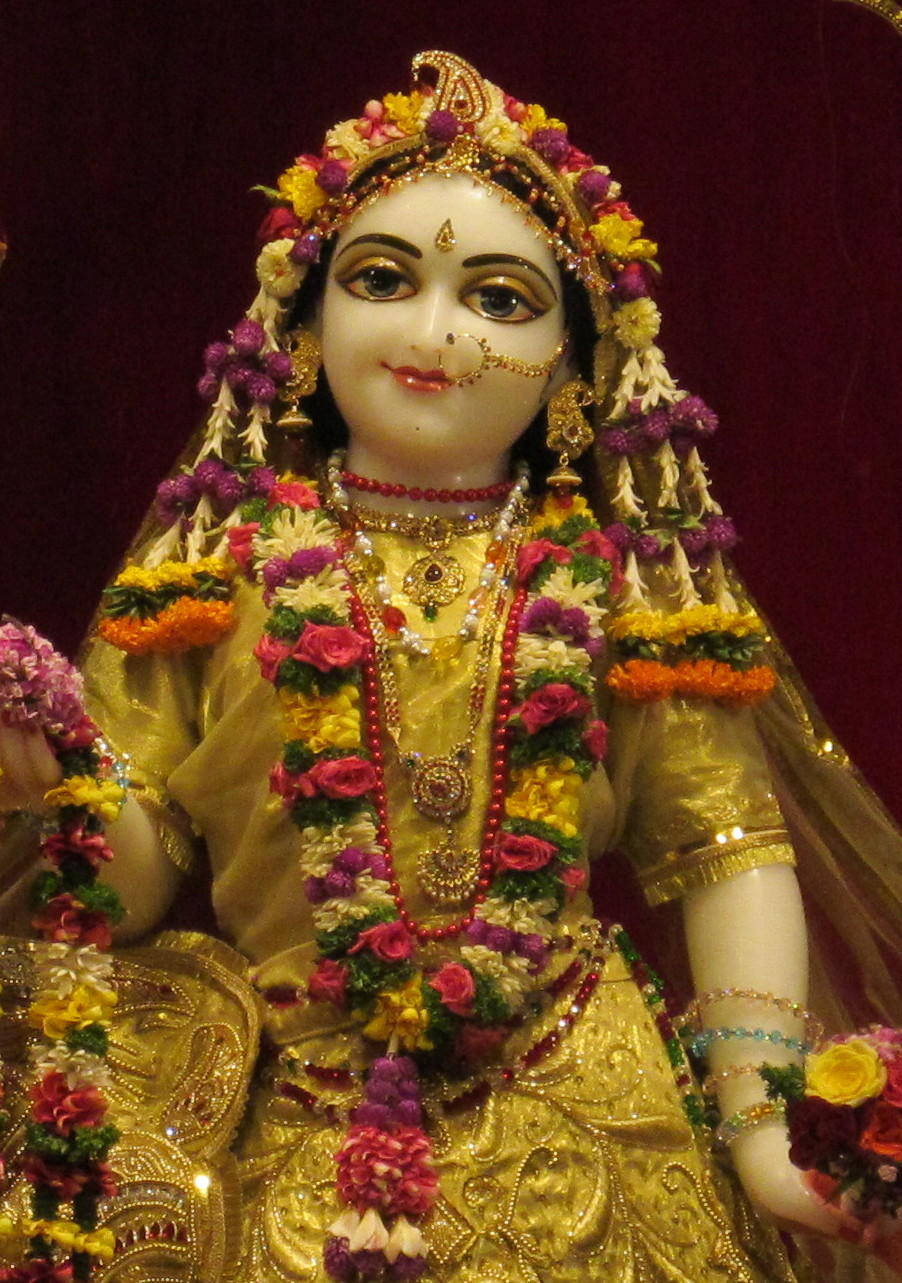
拉妲

拉妲（羅馬化：Rādhā），也称为拉迪卡（Radhika），是印度教的女神，也是黑天的首席配偶。她是爱、温柔、同情和奉献的女神。在经文中，拉妲被提及为吉祥天女的化身，也是至高无上的女神穆拉普拉克里蒂，她是奎师那的女性对应物和内在力量（hladini shakti）。陪伴着奎师那的所有化身。
拉妲的生日会在每年的拉妲什塔米节庆祝。
在印度史詩中，她是黑天的伴侶，亦是性力的其中一個象徵。在《摩訶婆羅多》中，主要講述黑天如何說服阿周那作戰，對黑天自身的描述不多，只是輕描淡寫地描述拉妲。不過在《訶利世系》中，就有詳盡描寫黑天的身世，指拉妲與黑天是青梅竹馬的情侣，亦有講述兩人的愛情故事。

## 图库

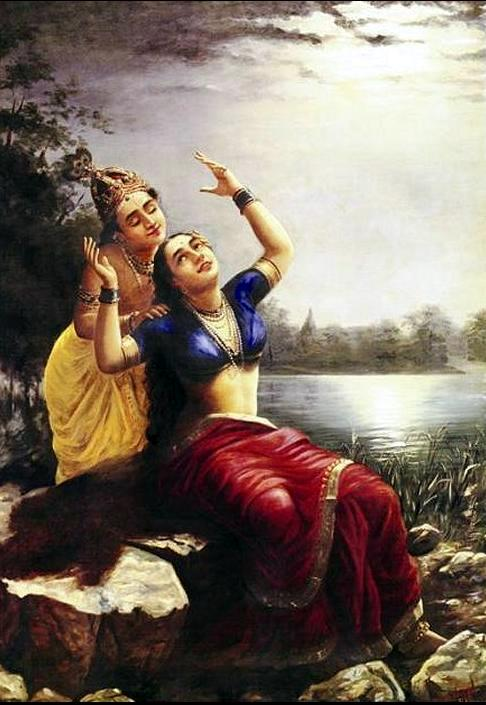
黑天與拉妲，拉贾·拉维·瓦尔玛繪畫
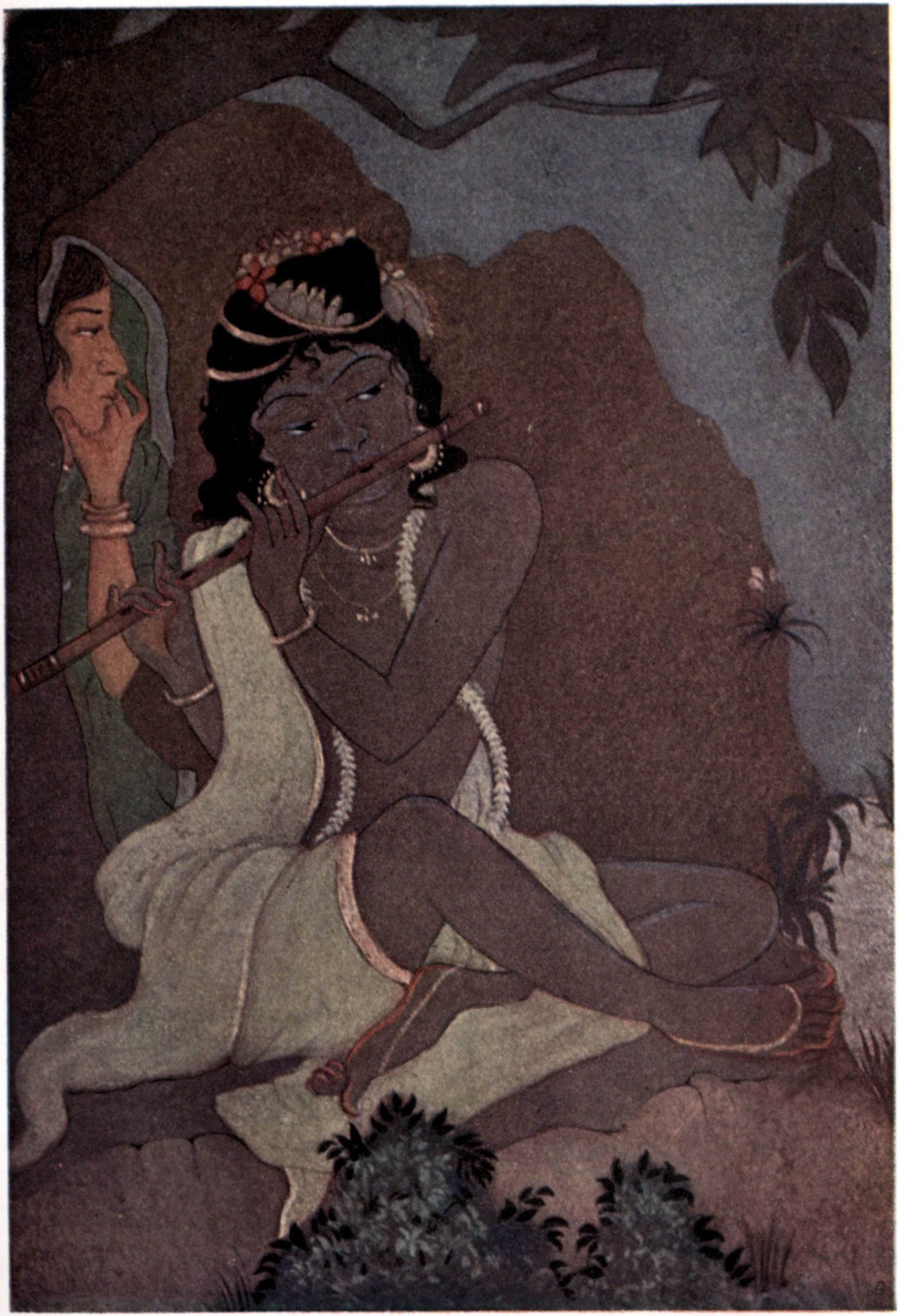
黑天與拉妲的繪畫，1914年
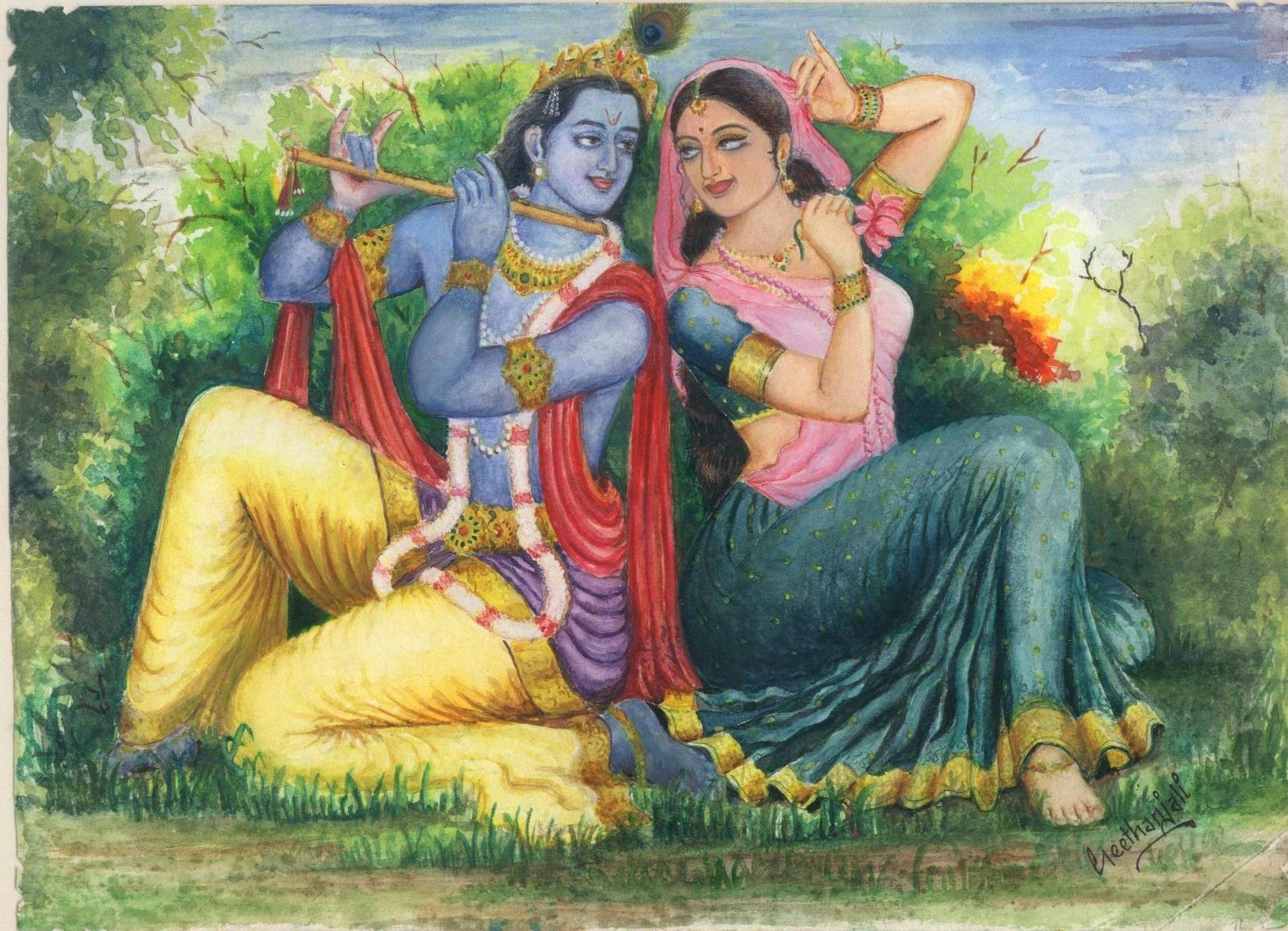
黑天與拉妲的繪畫
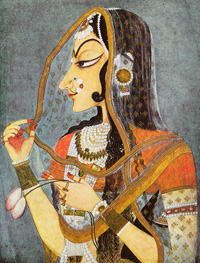
拉妲的繪畫，1700年代
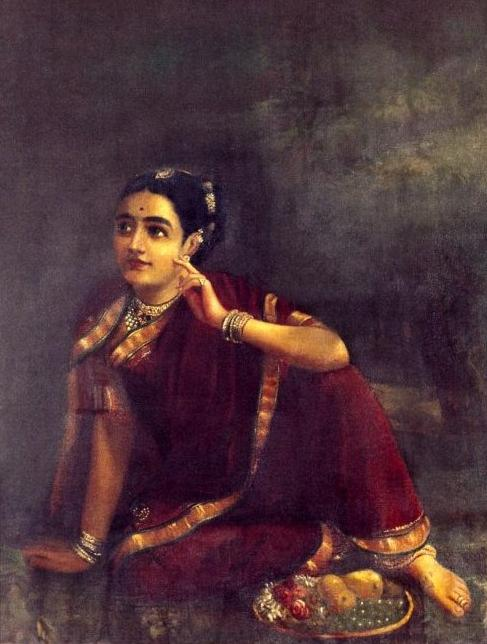
拉贾·拉维·瓦尔玛笔下的拉妲